# Crkva Gospe od Zdravlja u Neumu
Crkva Gospe od Zdravlja je katolička župna crkva u Neumu u Bosni i Hercegovini.

## Povijest
U želji da Neum bude grad bez vjerskih obilježja, komunisti su gradnju crkve uvjetovali time da ona bude udaljena i skrivena svakom pogledu. Biskupija je prihvatila lokaciju nekoliko stotina metara u brdima izvan Neuma, koja joj je dodijeljena 26. srpnja 1983. godine. Kamen temeljac blagoslovio je biskup Pavao Žanić 2. rujna 1983. godine. Prva sveta misa slavljena je u nedovršenoj crkvi uoči blagdana Uzvišenja svetoga Križa 1992. godine. Dan iza, na Uzvišenje svetoga Križa u crkvi je za biskupa posvećen Ratko Perić.
Uz župnu crkvu nalazi se i župna kuća te pred samom crkvom i fontana Gospe od Zdravlja koja je podignuta 2004. godine. Posljednji radovi na crkvi odreađeni su tek 2019. godine.

## Poveznice
- Neum

### Knjige
- Šutalo, Ivo. 2023. Nastanak i razvoj župa na području Trebinjsko-mrkanske biskupije i sakralni objekti po župama.   Puljić, Ivica; Marić, Marinko (ur.). Trebinjsko-mrkanska biskupija: Zbornik radova povodom obilježavanja 1000. obljetnice prvoga pisanog spomena Trebinjske biskupije i 700. obljetnice prvoga pisanog spomena Mrkanske biskupije. Trebinjsko-mrkanska biskupija. Mostar. str. 469–623

### Mrežna sjedišta
- Hrvatskom magistralom 24,5 km do »Hercegovačkoga raja«. Glas Koncila. Pristupljeno 15. rujna 2023.

## Vanjske poveznice
- Službena stranica Župe Gospe od Zdravlja – Neum.  Arhivirana inačica izvorne stranice od 16. kolovoza 2015. (Wayback Machine)